# Raukaua laetevirens
Raukaua laetevirens (Gay) Frodin conocido como sauco del diablo,  sauco cimarrón, traumen. es una especie perteneciente al género Raukaua

## Descripción
Árbol o arbusto de hasta 8 m de altura. Hojas compuestas, digitadas, flores pequeñas amarillentas y frutos en drupa violácea.

## Filogenia y biogeografía
El traumen es una especie endémica chilena y argentina, comúnmente identificada como Pseudopanax laetevirens, cuya área de distribución va desde Maule (35'50'S) hasta Punta Arenas (53'S) en bosques húmedos o en cursos de ríos en área más xéricas. R. laetevirens aparece asociado con Drimys winteri, Embothrium coccineum, Laureliopsis philippiana, Laurelia sempervirens, Nothofagus betuloides, Nothofagus dombeyi, Pilgerodendron uviferum y Weinmannia trichosperma.
Pseudopanax laetevirens forma un grupo monofilético que incluye especies de Raukaua, Cheirodendron tryginum A.Heller (Hawai’i)  y el  taxon hermano,P. gunnii (Tasmania). La distribución de estos taxones hace posible un corredor antártico hasta hace unos pocos millones de años.

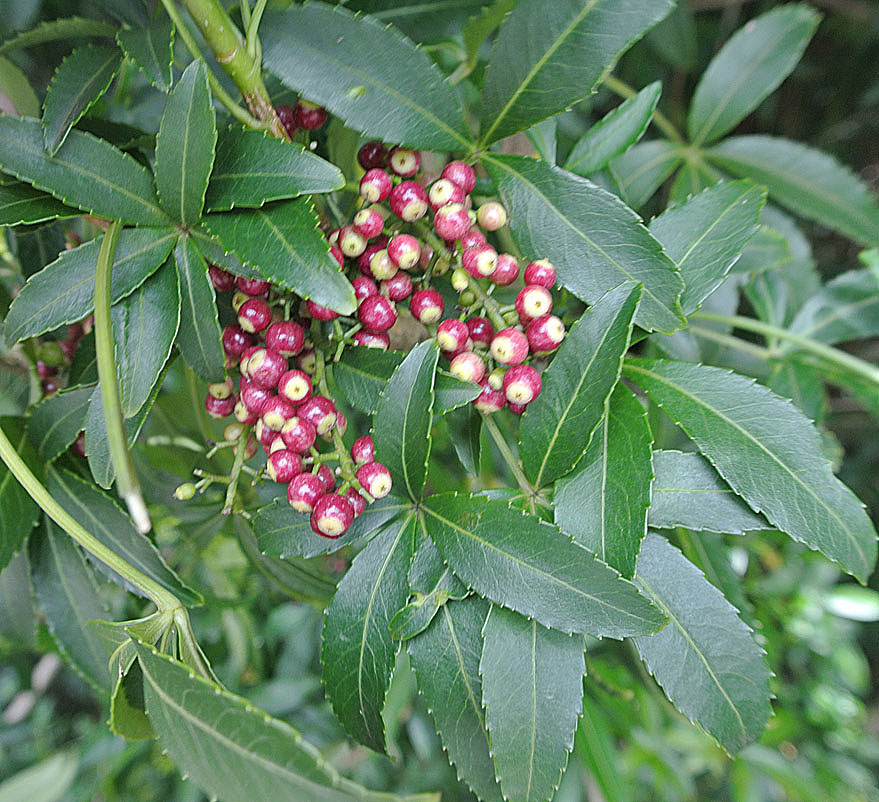
Hojas y fruto de P. laetevirens

## Taxonomía
Pseudopanax laetevirens fue descrita por (Gay) Frodin y publicado en World Checklist and Bibliography of the Araliaceae 308. 2003[2004].
Sinonimia
- Aralia laetevirens Gay
- Aralia paniculata Phil.
- Cheirodendron laetevirens (Gay) Seem.
- Neopanax laetevirens (Gay) Muñoz
- Pseudopanax laetevirens (Gay) Baill.
- Pseudopanax racemiferus (Miq.) Ball
- Sciodaphyllum racemiferum Miq.[6]
- Panax laetevirens (Gay) Baill.
- Pseudopanax racemiflorum (Miq.) Ball
- Sciodaphyllum racemiflorum Miq.[7]